# VC Barre
Baran Çelik, känd som VC Barre, född 29 september 2003, är en svensk rappare från Valsta, Märsta. De två första bokstäverna i artistnamnet står för Valsta Centrum, ett köpcentrum i Märsta, området Baran växte upp i.

## Biografi
Çelik är förutom uppvuxen i Valsta även uppväxt några år i London.
Han började sin rappkarriär i slutet av 2019 med att lägga upp rappvideor på Instagram under namnet Baran Vad. I samband med debutsläppet, “Nuförtiden” med Adaam, som släpptes i februari 2020, ändrade han sitt artistnamn till VC Barre. VC Barres debutsingel släpptes i oktober samma år, “Fläta/Inte mitt krig”, där han kombinerade två helt olika låtar och satte ihop de till en. I samband med "Fläta/Inte mitt krig" signade VC Barre till Adaams skivbolag Grind Gang Music, som vid den här tidpunkten även hade rapparen D50 (numera DAN) signad. 
VC Barres stora genombrott kom i juni 2021 med singeln "Vvvalsta" som tack vare stor exponering genom plattformen TikTok nådde en tredje plats på Sverigetopplistan. I november 2023 hade låten över 24 miljoner spelningar på Spotify och dess tillhörande musikvideo över två miljoner visningar på Youtube. I augusti samma år släppte VC Barre tillsammans med Adaam singeln “TOPP”. Singeln nådde som högst en tredjeplats på Sverigetopplistan.
I början av 2022 valde VC Barre att lämna Grind Gang Music för att öppna sitt eget skivbolag YS Records.
I augusti 2023 släppte VC Barre singeln "Soldat", som är en tolkning av Albin Johnsén och Kristin Amparos hitlåt "Din soldat" från 2014. Likt den singeln debuterade VC Barres version som förstaplats på Sverigetopplistan.

## Diskografi

### Studioalbum
| År   | Albuminformation | SVE |
| ---- | --- | --- |
| 2022 | Young&Strapped - Släppt: 1 juni 2022 - Skivbolag: YS Records (Amuse) - Format: Digital nedladdning, strömning          | 12  |
| 2024 | ASKER - Släppt: 12 januari 2024 - Skivbolag: YS Records (Warner Music Sweden) - Format: Digital nedladdning, strömning |     |

### Övriga projekt
| År   | Albuminformation | SVE |
| ---- | --- | --- |
| 2021 | GRINDTAPE - Artister: Adaam, VC Barre & DAN (Grind Gang) - Släppt: 22 januari 2021 - Skivbolag: Grind Gang Music (Ditto Music) - Format: Digital nedladdning, strömning |     |

### Singlar
| År   | Titel                          | Topplistenoteringar | Album          |
| År   | Titel                          | SVE                 | Album          |
| ---- | ------------------------------ | ------------------- | -------------- |
| 2020 | Fläta/Inte mitt krig           | 33                  |                |
| 2021 | Bra trakt                      | –                   |                |
| 2021 | VVValsta                       | 3                   |                |
| 2021 | TOPP (med Adaam)               | 3                   |                |
| 2021 | FAST HÄR I TRAKTEN (med Einár) | 6                   |                |
| 2021 | Dirty Kalle                    | –                   |                |
| 2022 | VCFlow                         | 8                   |                |
| 2022 | Internet (med 23)              | 4                   |                |
| 2022 | SooYs                          | 24                  |                |
| 2022 | Smutsig - Intro                | –                   | Young&Strapped |
| 2022 | Säg till dom                   | 100                 | Young&Strapped |
| 2022 | A.P.T.A                        | 25                  |                |
| 2022 | Grammis                        | –                   |                |
| 2022 | Devilish                       | 18                  |                |
| 2022 | Ooh                            | 49                  |                |
| 2023 | Noyy                           | 19                  |                |
| 2023 | Mamma                          | 60                  |                |
| 2023 | PANGPANG                       | 86                  |                |
| 2023 | Soldat                         | 1                   |                |
| 2023 | Que Pasa?                      | 18                  |                |